# Változó őszibagoly
A változó őszibagoly (Conistra vaccinii)  a rovarok (Insecta) osztályának a lepkék (Lepidoptera) rendjéhez, ezen belül a bagolylepkefélék (Noctuidae) családjához tartozó faj.

## Elterjedése
Egész Európában elterjedt nyílt erdőkben, cserjésekben, a kertekben és a parkokban is , kivéve Dél-Spanyolországban, a földközi-tengeri szigeteken (Baleár-szigetek, Korzika és Szardínia) és Skandináviában.

## Megjelenése
- lepke: szárnyfesztávolsága 28–38 mm, rajzolata és a színe rendkívül változatos. Alapszíne lehet sötét szürke, világosbarna, vörös, vörösesbarna, sötétbarna. A felső szárnyak csúcsa tompa, a külső szélükön enyhén homorúak. Jellegzetessége a W alakú rajzolat közepén két határozott sötétebb folttal.
- hernyó: sötét vörösesbarna.

## Életmódja
- nemzedék: egy nemzedékes faj, augusztustól novemberig rajzik, enyhe teleken tovább, akár februárig is, utána hibernálja magát.
- hernyók tápnövényei: a hernyók polifágok, tápnövényük lehet: kecskefűz (Salix caprea), éger (Alnus), tölgy (Quercus), molyhos ökörfarkkóró (Verbascum), közönséges nyár (Populus tremula), hamvas fűz (Salix cinerea), gyertyán (Carpinus betulus), nyír (Betula), mezei szil (Ulmus minor), havasi ribiszke, (Ribes alpinum) köszméte (Ribes uva-crispa), termesztett alma (Malus domestica), madárberkenye (Sorbus aucuparia), málna (Rubus idaeus), szeder (Rubus fruticosus), zelnicemeggy (Prunus padus), kökény (Prunus spinosa), mezei juhar (Acer campestre), hárs (Tilia), fekete áfonya (Vaccinium myrtillus), csarab (Calluna vulgaris), iszalag (Clematis)-fajok, galagonya (Crataegus)-fajok, rózsa (Rosa), sóska (Rumex), orgona (Syringa), gyermekláncfű (Taraxacum) és a kakukkfű (Thymus).
- A lepkék szívesen szopogatják a gyümölcsök és fák nedvét, sőt  a levéltetvek ürülékét is. A párzás tavasszal történik, a bebábozódás a talajban zajlik le.

## Fordítás
- Ez a szócikk részben vagy egészben  a   Heidelbeer-Wintereule című német Wikipédia-szócikk fordításán alapul.  Az eredeti cikk szerkesztőit annak laptörténete sorolja fel. Ez a jelzés csupán a megfogalmazás eredetét és a szerzői jogokat jelzi, nem szolgál a cikkben szereplő információk forrásmegjelöléseként.